# John Cloudsley-Thompson
John Leonard Cloudsley-Thompson (ur. 23 maja 1921 w Murree, zm. 4 października 2013) – brytyjski przyrodnik i podróżnik, badacz życia zwierzęcego Sahary, weteran II wojny światowej.

## Życiorys
Urodził się jako John Thompson w Indiach, kształcił w Wielkiej Brytanii, w Marlborough College oraz Pembroke College na Cambridge University. Po wybuchu II wojny światowej przerwał studia, wstępując jako ochotnik do British Army. Po okresie służby na froncie wewnętrznym, w tym w Home Guard, odbył przeszkolenie w Sandhurst i został przydzielony do 4th Queen’s Own Hussars, a następnie przeniesiony do 4th County of London Yeomanry. W składzie 7 Dywizji Pancernej wziął udział w walkach w Afryce Północnej, w tym operacji Crusader w końcu 1941 roku. Ranny w maju 1942 roku, został ewakuowany do Kairu. Po wyleczeniu odpłynął do Wielkiej Brytanii, gdzie został instruktorem w Sandhurst. Do jednostki powrócił przed lądowaniem w Normandii. Podczas walk w rejonie Villers-Bocage jego czołg został zniszczony przez niemieckiego asa broni pancernej Michaela Wittmanna, ale on sam z całą załogą zdołał opuścić pojazd. W lipcu uczestniczył w operacji Goodwood.
Po małżeństwie z Anne Cloudsley (zm. 2012) połączył swoje nazwisko z nazwiskiem żony. Po wojnie ukończył studia w Cambridge i w 1950 roku został wykładowcą King’s College. Efektem wojennych doświadczeń z Afryki Północnej było zainteresowanie fauną pustyni. Po dziesięciu latach został profesorem zoologii na Uniwersytecie Chartumskim. Wspólnie z żoną odbył liczne podróże po Saharze, prowadząc badania nad tamtejszym życiem zwierzęcym. Był również kolekcjonerem wytworów kultury ludów Sudanu. W 1972 roku powrócił do Wielkiej Brytanii, obejmując stanowisko profesora zoologii w Birkbeck College Uniwersytetu Londyńskiego. Był autorem licznych prac naukowych, obejmujących zarówno główny przedmiot jego badań: faunę pustynną, jak i inne formy życia zwierzęcego, w tym gady ery mezozoicznej. Przewodniczył British Arachnological Society, British Herpetological Society oraz British Society for Chronobiology. W 1993 roku został laureatem Peter Scott Memorial Award. W 2006 roku opublikował wspomnienia z okresu II wojny światowej, zatytułowane Sharpshooter. Zmarł w 2013 roku.